# Eryngium eburneum
Eryngium eburneum är en flockblommig växtart som beskrevs av Joseph Decaisne. Eryngium eburneum ingår i släktet martornar, och familjen flockblommiga växter. Inga underarter finns listade i Catalogue of Life.

## Bildgalleri

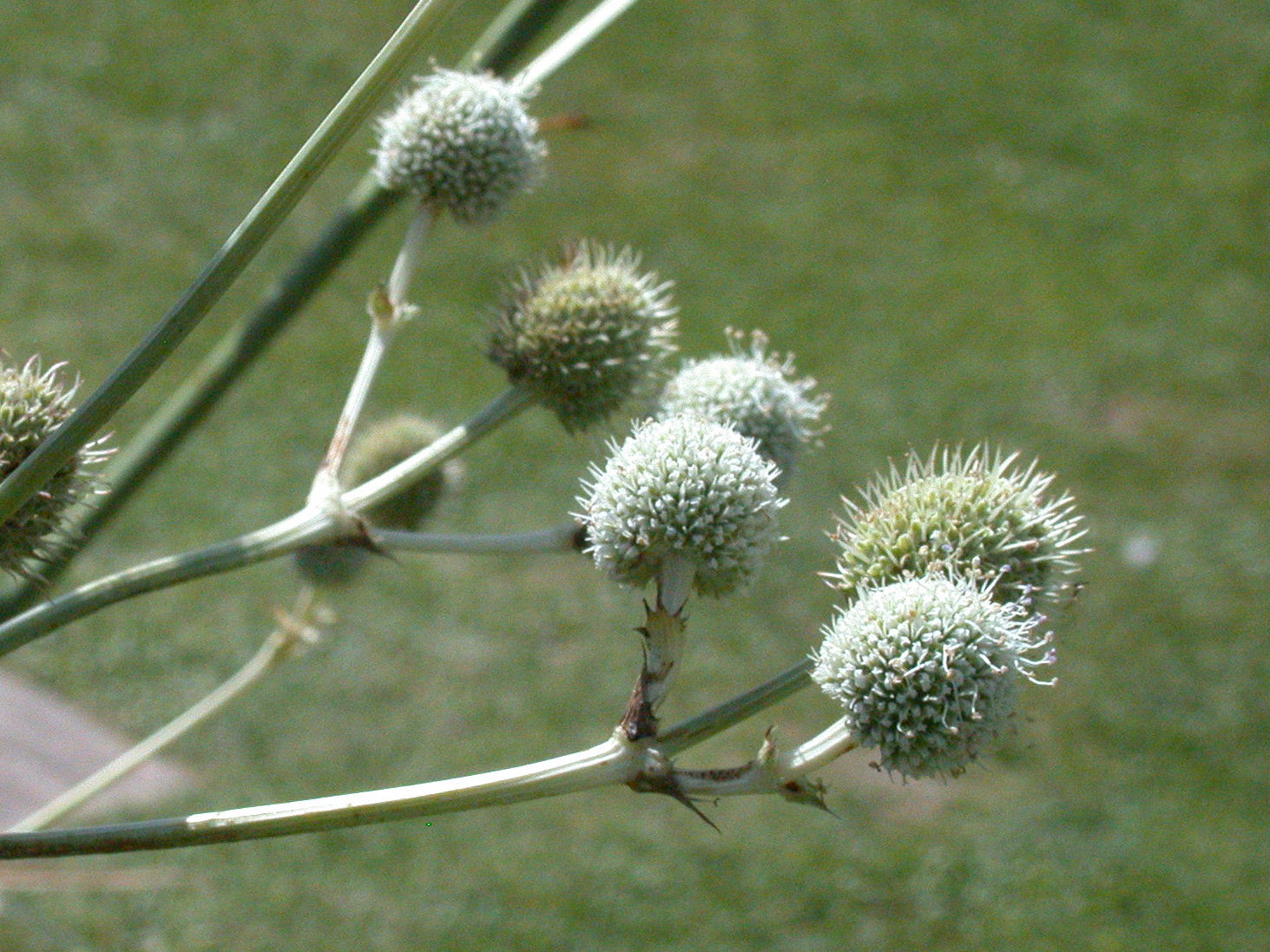